# Sara El Hachimi
Sara El Hachimi, née le 6 juin 2000, est une athlète marocaine.

## Carrière
Sara El Hachimi remporte la médaille d'or du 400 mètres haies aux Championnats d'Afrique juniors d'athlétisme 2017 à Tlemcen. Elle est ensuite médaillée d'argent du 400 mètres aux Championnats d'Afrique juniors d'athlétisme 2019 à Abidjan.
Elle est ensuite médaillée d'or du relais 4 × 100 mètres aux Championnats panarabes d'athlétisme 2021 à Radès.
Aux Jeux de la solidarité islamique de 2021 à Konya, elle est médaillée d'argent du 4 × 400 mètres mixte et médaillée de bronze du 400 mètres. ainsi que du relais 4 × 400 mètres.
Elle est sacrée championne du Maroc du 400 mètres en 2022.
Elle est ensuite médaillée d'argent du 400 mètres et médaillée de bronze du 200 mètres aux Championnats panarabes d'athlétisme 2023 à Marrakech.
Aux Jeux panarabes de 2023 à Oran, elle est médaillée d'or du relais 4 × 400 mètres et médaillée de bronze du 200 mètres ainsi que du 400 mètres.
Aux Jeux de la Francophonie de 2023 à Kinshasa, elle est médaillée d'or du 400 mètres et du relais 4 × 400 mètres et médaillée de bronze du 200 mètres.